# Ekologi brez meja
Ekologi brez meja je slovenska nevladna organizacija, ki si prizadeva za izboljšanje stanja okolja s poudarkom na učinkoviti rabi virov in aktivnem državljanstvu. Društvo ima aktivno vlogo pri oblikovanju nacionalne strategije za preprečevanje nezakonitega odlaganja odpadkov in se posveča predvsem ozaveščanju javnosti o zadevah, ki so povezane z zmanjševanjem količin odpadkov in njihovim boljšim upravljanjem, ločevanjem odpadkov, aktivnim državljanstvom in trajnostnimi načini življenja.
Ekologi brez meja so nastali ob organizaciji dveh akcij Očistimo Slovenijo, ki veljata za največja prostovoljska dogodka v zgodovini samostojne države. Povezali so 280.000 posameznikov, podjetja, razna društva, slovensko vojsko, policijo, komunalne službe, občine in celo predsednika države, ki je društvo odlikoval z bronastim redom za zasluge. V okviru akcije je nastal register divjih odlagališč v Sloveniji.
Poleg velikih akcij pa se s projekti lotevajo odpadkov tudi tam, kjer nastajajo. Preko ozaveščevalnih aktivnosti, kampanj in dogodkov s področja zmanjševanja nastajanja odpadkov in spodbujanja ponovne rabe, preko uresničevanja koncepta Zero Waste in spodbujanja krožnega gospodarstva so od nastanka do danes izvedli več projektov: Vrečka na vrečko, Vključi.se, Eko-koncept, Tekstilnica, Zdrave ritke, Volk sit - koza cela (za Slovenijo brez zavržene hrane), mreža Zero Waste občin, Zero Waste turizem, spletna trgovina Zelenci in druge.
Od leta 2014 delujejo s statusom nevladne organizacije s področja okolja, ki deluje v javnem interesu. Glavni vir financiranja so slovenski in mednarodni razpisi, tržne storitve, v manjši meri pa donacije in sponzorstva. Sodelujejo v mednarodnih mrežah Let's do it!, Zero Waste Europe, Break Free From Plastic ter slovenskima združenjema Plan B za Slovenijo in Slovenska mreža prostovoljskih organizacij.